# Calybitia picata
Calybitia picata är en fjärilsart som beskrevs av William Schaus 1922. Calybitia picata ingår i släktet Calybitia och familjen mott. Inga underarter finns listade i Catalogue of Life.